# Friedrich Meili
Friedrich Meili (Hinwil, 2 april 1848 - Zürich, 15 januari 1914) was een Zwitsers jurist en hoogleraar.

## Biografie

Friedrich Meili aan het einde van zijn leven.

Friedrich Meili was zoon van een griffier en advocaat. Hij studeerde rechten in Zürich, Leipzig, Berlijn en Jena, waar hij in 1870 een doctoraat behaalde. In 1872 vestigde hij zich in Zürich als advocaat.
In 1880 werd hij Meili docent aan de Universiteit van Zürich, waar hij internationaal privaatrecht, verkeersrecht en rechtsvergelijking doceerde. In 1885 werd hij buitengewoon hoogleraar en in 1895 gewoon hoogleraar. Sindsdien doceerde hij ook Zwitsers en Zürichs privaatrecht en Zwitsers insolventierecht. Vanaf 1904 onderwees hij enkel nog internationaal privaatrecht.
Van 1905 tot 1912 was hij voorzitter van het Kassationsgericht van het kanton Zürich. Vanaf 1907 was hij lid van het arbitragetribunaal bij de Centrale Dienst voor Internationaal Spoorvervoer in Bern, een intergouvernementele organisatie opgericht door enkele Europese landen in 1890. Hij was ook meermaals de vertegenwoordiger van de Bondsraad op de Haagse Conferentie voor Internationaal Privaatrecht en ook op de internationale luchtvaartconferentie in Parijs in 1910.
Meili was een pionier in het telecommunicatierecht (telegrafie- en telefoonrecht) en het aansprakelijkheidsrecht in het weg- en luchtverkeer. Onder zijn ongeveer 150 publicaties bevinden zich juridische bijdragen over rechtsdomeinen die destijds nog zelden werden behandeld, zoals verkeers-, industrie- en merkenrecht. Hij schreef ook verschillende, veelal praktijkgerelateerde werken en handboeken over het internationaal recht, die hem evenwel later geen erkenning opleverden.
Hij was tevens lid van de expertencommissie bij de opstelling van het Zwitsers Burgerlijk Wetboek en leverde bijdragen ook in verscheidene juridische tijdschriften. Hij stelde de eerste Zwitserse juriste Emilie Kempin-Spyri als medewerkster tewerk in zijn advocatenkantoor, maar gaf haar later als decaan geen toestemming om een doctoraatsthesis te mogen opstellen.

## Werken
- Das Telegraphenrecht (1871)
- Das Telephonrecht (1885)
- Die Prinzipien des sehweizerischen Patentgesetzes (1890)
- Die Kodifikation des internationalen Zivil- und Handelsrechts (1891)
- Geschichte und System des internationalen Privatrechts im Grundriss (1892)
- Die neuen Aufgaben der modernen Jurisprudenz (1892)
- Die Gesetzgebung und das Rechtsstudium der Neuzeit (1894)
- Institutionen der vergleichenden Rechtswissenschaft (1898)
- Die Kodifikation des schweizerischen Privat- und Strafrechts (1901)
- Das internationale Civil- und Handelsrecht auf Grund der Theorie, Gesetzgebung und Praxis, I en II (1902)
- Das internationale Zivilprozessrecht auf Grund der Theorie, Gesetzgebung und Praxis (1906)
- Moderne Staatsverträge über das internationale Konkursrecht (1907)
- Die Kodifikation des Automobilrechts (1907)
- Bartolus als Haupt der ersten Schule des internationalen Strafrechts (1908)
- Die drahtlose Telegraphie im internen Recht und Völkerrecht (1908)
- Das Luftschiff im internen Recht und Völkerrecht (1908)
- Johann Caspar Bluntschli und seine Bedeutung für die moderne Rechtswissenschaft (1908)
- Lehrbuch des internationalen Konkursrecht (1909)
- Das internationale Privat- und Zivilprozessrecht auf Grund der Haager Konventionen (1911, samen met Arthur Mamelok)

- Base de données des élites suisses: 76367
- Bibliothèque nationale de France: cb123180917 (data)
- Gemeinsame Normdatei: 11878286X
- Historisch woordenboek van Zwitserland: 015771
- International Standard Name Identifier: 0000 0001 1872 5091
- Library of Congress Control Number: n85248296
- Bibliotheek van het Japanse parlement: 00767379
- Nationale Bibliotheek van Tsjechië: mub20181001304
- Nationale Bibliotheek van Israël: 987007275830105171
- Nederlandse Thesaurus van Auteursnamen: 074091549
- Istituto Centrale per il Catalogo Unico: PALV046621
- Système universitaire de documentation: 032082363
- Virtual International Authority File: 4999697
- WorldCat: E39PBJdGGYKfgtRKhdBP3gVXBP